# Liste des œuvres de Joseph Priestley
 (mars 2021).
La mise en forme du texte ne suit pas les recommandations de Wikipédia : il faut le « wikifier ».
Les points d'amélioration suivants sont les cas les plus fréquents. Le détail des points à revoir est peut-être précisé sur la page de discussion.
- Les titres sont pré-formatés par le logiciel. Ils ne sont ni en capitales, ni en gras.
- Le texte ne doit pas être écrit en capitales (les noms de famille non plus), ni en gras, ni en italique, ni en « petit »…
- Le gras n'est utilisé que pour surligner le titre de l'article dans l'introduction, une seule fois.
- L'italique est rarement utilisé : mots en langue étrangère, titres d'œuvres, noms de bateaux, etc.
- Les citations ne sont pas en italique mais en corps de texte normal. Elles sont entourées par des guillemets français : « et ».
- Les listes à puces sont à éviter, des paragraphes rédigés étant largement préférés. Les tableaux sont à réserver à la présentation de données structurées (résultats, etc.).
- Les appels de note de bas de page (petits chiffres en exposant, introduits par l'outil «  Source ») sont à placer entre la fin de phrase et le point final[comme ça].
- Les liens internes (vers d'autres articles de Wikipédia) sont à choisir avec parcimonie. Créez des liens vers des articles approfondissant le sujet. Les termes génériques sans rapport avec le sujet sont à éviter, ainsi que les répétitions de liens vers un même terme.
- Les liens externes sont à placer uniquement dans une section « Liens externes », à la fin de l'article. Ces liens sont à choisir avec parcimonie suivant les règles définies. Si un lien sert de source à l'article, son insertion dans le texte est à faire par les notes de bas de page.
- La présentation des références doit suivre les conventions bibliographiques. Il est recommandé d'utiliser les modèles {{Ouvrage}}, {{Chapitre}}, {{Article}}, {{Lien web}} et/ou {{Bibliographie}}. Le mode d'édition visuel peut mettre en forme automatiquement les références.
- Insérer une infobox (cadre d'informations à droite) n'est pas obligatoire pour parachever la mise en page.

Pour une aide détaillée, merci de consulter Aide:Wikification.
Si vous pensez que ces points ont été résolus, vous pouvez retirer ce bandeau et améliorer la mise en forme d'un autre article.

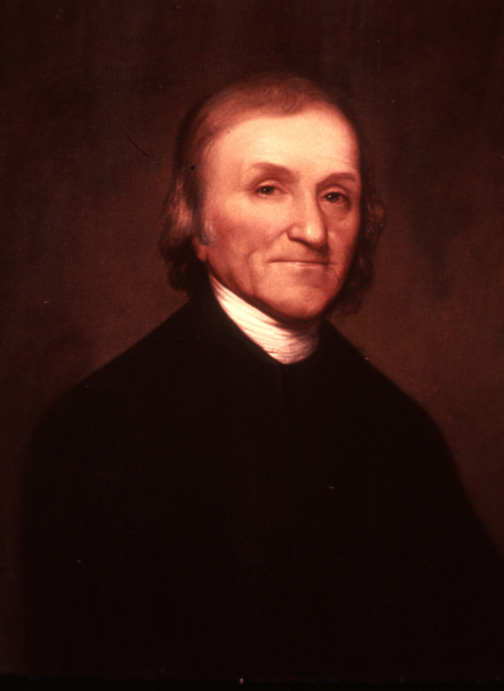
Priestley, peint à la fin de sa vie par Rembrandt Peale (vers 1800)

Cette liste des œuvres de Joseph Priestley classifie tous les ouvrages de Joseph Priestley (1733-1804), philosophe naturel britannique, prêtre dissident, philosophe politique, théologien et enseignant. Il est plus connu pour sa découverte, concomitante à celle d'Antoine Lavoisier, de l'oxygène.
Membre d'une congrégation religieuse marginale durant toute sa vie et partisan de ce qu'on nommait les « Dissidents rationalistes », Priestley préconise la tolérance religieuse et l'égalité des droits pour les Dissidents. Il plaide pour des droits civiques élargis, dans des œuvres importantes comme Essay on the First Principles of Government, étant convaincu que les individus apportent le progrès qui ne peut finalement déboucher que sur le Millénaire ; il est le principal commentateur britannique du providentialisme. Priestley fait également des contributions importantes dans le domaine de l'enseignement, par des publications comme The Rudiments of English Grammar, un ouvrage sur la grammaire anglaise. Dans ses contributions à l'éducation, il préconise l'enseignement des arts libéraux et insiste sur l'importance de l'étude de l'histoire moderne. Dans ses travaux sur la métaphysique, Priestley « tente de combiner le théisme, le matérialisme et le déterminisme », un projet qui sera souvent décrit comme « audacieux et original ».
Durant toute son existence, Priestley est non seulement connu comme polémiste politique et théologique, mais aussi comme physicien. Sa réputation scientifique repose sur son invention de l'eau gazeuse, des travaux sur l'électricité et la découverte de plusieurs gaz, le plus fameux étant le dephlogisticated air (l'oxygène gazeux). Cependant, sa détermination à rejeter la « nouvelle chimie » de Lavoisier et à défendre la théorie phlogistique l'ont considérablement éloigné de la communauté scientifique.
Cette liste des œuvres de Joseph Priestley est reprise de l'ouvrage A Bibliography of Joseph Priestley 1733-1804 (connu aussi sous d'autres titres) de Ronald E. Crook et suit étroitement ses subdivisions génériques. Tous les textes sont de Joseph Priestley et cette liste ne comporte que les premières éditions anglaises et quelques traductions françaises disponibles en ligne.

## Œuvres théologiques et religieuses

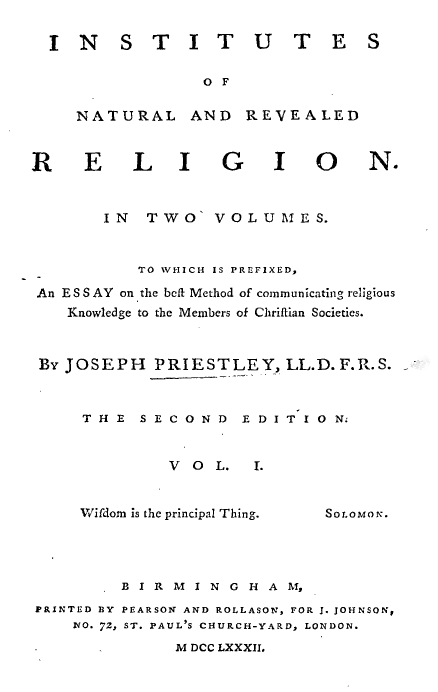
Couverture du premier volume de Institutes of Natural and Revealed Religion (2nd ed.) de Priestley

- The Scripture Doctrine of Remission. Londres: Imprimé par C. Henderson; R. Griffiths; et P. A. De Hondt, 1761.
- No Man Liveth to Himself, a Sermon preached before the Assembly of Protestant Dissenting-Ministers, of the counties of Lancaster and Chester, met at Manchester May 16, 1764... Warrington: n.p., 1764.
- A Catechism for Children and Young Persons. Londres: n.p., 1767.
- A Free Address to Protestant Dissenters on the Subject of the Lord's Supper. London: Imprimé pour J. Johnson, 1768.
- Considerations on Differences of Opinion among Christians. London: Imprimé pur J. Johnson and J. Payne, 1769.
- A Serious Address to Masters of Families, with Forms of Family-Prayer. London: Imprimé par J. Johnson and J. Payne, 1769.
- Additions to the Address to Protestant Dissenters, on the Subject of the Lord's Supper. London: Imprimé pour Joseph Johnson, 1770.
- A Familiar Illustration of Certain Passages of Scripture relating to the power of man to do the Will of God, Original Sin, Election and Reprobation, the Divinity of Christ and Atonement for Sin by the Death of Christ. Leeds, n.p., 1770.
- Letters to the Author of Remarks on Several Late Publications Relative to the DissentersImprimé pour J. Johnson, 1770.
- An Appeal to the Serious and Candid Professors of Christianity. Leeds: n.p., 1771.
- Letters and Queries Addressed to the Anonymous Answerer of an Appeal to the Serious and Candid Professors of Christianity. Leeds: Vendu par J. Binns, 1771.
- A Scripture Catechism, consisting of a Series of Questions, with References to the Scriptures. n.l: n.p., 1772.
- Institutes of Natural and Revealed Religion. Vol. 1. Londres: Imprimé pour J. Johnson, 1772.
- Institutes of Natural and Revealed Religion. Vol. 2. Londres: Imprimé pour J. Johnson, 1773.
- An Address to Protestant Dissenters on Giving the Lord's Supper to Children. Londres: Imprimé pour J. Johnson, 1773.
- A Sermon Preached before the Congregation of Protestant Dissenters at Mill-Hill Chapel in Leeds, May 16, 1773 . . . On Occasion of his resigning his Pastoral Office among them. Londres: Imprimé pour J. Johnson, 1773.
- Institutes of Natural and Revealed Religion. Vol. 3. Londres: Imprimé pour J. Johnson, 1774.
- A Letter to a Layman, on the Subject of the Rev. Mr. Lindsey's Proposal for a Reformed English Church. Londres: Imprimé pour J. Wilkie, 1774.
- Harmony of the Evangelists, in Greek. Londres: Imprimé pour J. Johnson, 1777.
- The Doctrine of Divine Influence on the Human Mind, considered, in a Sermon [on Matt. 18:3-20]. Bath: Imprimé par R. Cruttwell; vendu par J. Johnson, Londres, 1779.
- A Harmony of the Evangelists in English. Londres: Imprimé pour J. Johnson, 1780.
- Two Letters to Dr. Newcome, Bishop of Waterford. On the Duration of our Saviour's Ministry. Birmingham: Imprimé par Pearson and Rollason, pour J. Johnson, London, 1780.
- A Third Letter to Dr. Newcome, Bishop of Waterford, on the Duration of our Saviour's Ministry. Birmingham: Imprimé par Piercy and Jones, pour J. Johnson, Londres, 1781.
- A Sermon [on John 17:19] preached December the 31st, 1780, at the New Meeting in Birmingham, on undertaking the Pastoral Office in that Place. Birmingham: Imprimé par Pearson and Rollason, pour J. Johnson, Londres, 1781.
- The Proper Constitution of a Christian Church, considered in A Sermon [on Revelation 3:2], preached at the New Meeting in Birmingham, November 3, 1782. Birmingham: Imprimé par Pearson et Rollason, 1782.
- Two Discourses; I. On Habitual Devotion, II. On the Duty of not living to Ourselves; Both Preached to Assemblies of Protestant Dissenting Ministers, and published at their Request. Birmingham: Imprimé par Piercy and Jones, pour J. Johnson, Londres, 1782.
- An History of the Corruptions of Christianity. Birmingham: Imprimé par Piercy et Jones, pour J. Johnson, 1782.
- Forms of Prayer and other Offices for the Use of Unitarian Societies. Birmingham: Imprimé par Pearson and Rollason, pour J. Johnson, Londres, 1783.
- A Reply to the Animadversions on the History of the Corruptions of Christianity. n.l.:, n.p., 1783.
- A General View of the Arguments for the Unity of God; and against the Divinity and Pre-existence of Christ, from Reason, from the Scriptures, and from History. Birmingham: Imprimé par Piercy and Jones, pour J. Johnson, Londres, 1783.
- Letters to Dr. Horsley, in Answer to his Animadversions on the History of the Corruptions of Christianity. Birmingham: Imprimé par Pearson et Rollason, pour J. Johnson, Londres, 1783.
- Defences of the History of the Corruptions of Christianity. Londres: Imprimé pour J. Johnson, 1783-6.
- Letters to Dr. Horsley, Part II. Birmingham: Imprimé par Pearson and Rollason, pour J. Johnson, London, 1784.
- The Importance and Extent of Free Inquiry in Matters of Religion: a Sermon, preached before the Congregation of the Old and New Meeting of Protestant Dissenters at Birmingham. Birmingham: Imprimé par M. Swinney; pour J. Johnson, Londres, 1785.
- Letters to Dr. Horsley, Part III. Birmingham: Imprimé par Pearson and Rollason, for J. Johnson, London, 1786[3].
- An History of the Early Opinions Concerning Jesus Christ . . . Proving that the Christian Religion Was at First Unitarian. Birmingham: Imprimé pour l'auteur, par Pearson et Rollason, et vendu par J. Johnson, 1786.

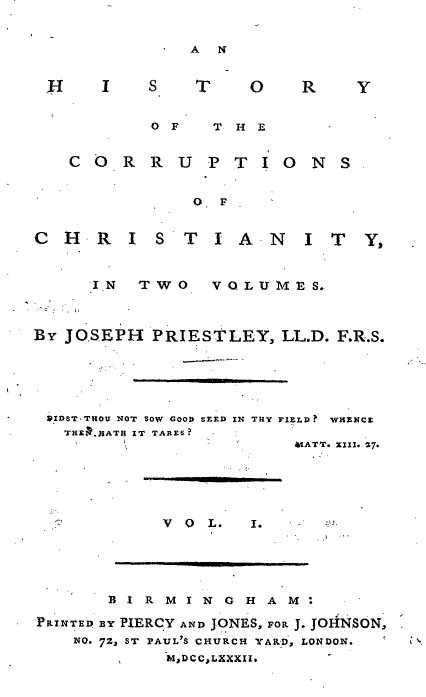
Couverture de An History of the Corruptions of Christianity de Priestley

- Letters to the Jews; inviting them to an Amicable Discussion of the Evidences of Christianity. Birmingham: Imprimé par Pearson et Rollason; vendu par J. Johnson, 1786.
- Letters to the Jews, Part II. Birmingham: Imprimé pour l'auteur, par Pearson et Rollason; vendu par J. Johnson, Londres, 1787.
- Discourses on Various Subjects. Birmingham: Imprimé pour l'auteur, par Pearson et Rollason; vendu par J. Johnson, Londres, 1787.
- Defences of Unitarianism for the Year 1786. Londres: n.p., 1787-90.
- Letters to Dr. Horne . . . to the Young Men, who are in a Course of Education for the Christian Ministry, at the Universities of Oxford and Cambridge. Birmingham: Imprimé pour l'auteur par Pearson et Rollason; vendu par J. Johnson, Londres, 1787.
- Defences of Unitarianism for the Year 1787. Birmingham: Imprimé pour l'auteur par Pearson et Rollason; vendu par J. Johnson, Londres, 1788.
- Letters to Dr. Geddes. Birmingham: n.p., 1788.
- A Sermon [on Luke 10:36-7] on the Subject of the Slave Trade; delivered to a Society of Protestant Dissenters, at the New Meeting, in Birmingham. Birmingham: Imprimé pour l'auteur par Pearson et Rollason, vendu par J. Johnson, 1788.
- The Conduct to be Observed by Dissenters, in Order to Procure the Repeal of the Corporation and Test Acts, recommended in a Sermon [on 1 Cor. 7:21], prêché avant les Congrégations des Vieilles et Nouvelles Réunions, à Birmingham, le 5 novembre 1789. Birmingham: Imprimé par J. Thompson; vendu par J. Johnson, Londres, 1789.
- Defences of Unitarianism for the Years 1788 and 1789. Birmingham: Imprimé par J. Thompson, pour J. Johnson, Londres, [vers 1790].
- Familiar Letters addressed to the Inhabitants of Birmingham, in Refutation of several Charges, advanced against the Dissenters. Birmingham: Imprimé par F. Thompson; et vendu par J. Johnson, Londres, 1790.
- A View of Revealed Religion; A Sermon, preached at the Ordination of the Rev. William Field of Warwick, July 12, 1790. Birmingham: Imprimé par J. Thompson; vendu par J. Johnson, Londres, 1790.
- Letters to the Rev. Edward Burn . . . in Answer to his, on the Infallibility of the Apostolic Testimony, concerning the Person of Christ. Birmingham: Imprimé par J. Thompson; vendu par J. Johnson, Londres, 1790.
- Letter to Candidates for Orders in Both Universities on Subscription to Articles of Religion. Cambridge et Londres: Vendu par J & J. Merrill and J. Bowtell, Cambridge; D. Prince and J. Johnson, London, [1790].
- Reflection on Death: A Sermon [on Matt. 24:26], on Occasion of the Death of the Rev. Robert Robinson, of Cambridge, Delivered at the New Meeting in Birmingham, June 13, 1790. Birmingham: Imprimé par J. Belcher; vendu par J. Johnson, Londres, 1790.
- The Evidence of the Resurrection of Jesus considered, in a Discourse first delivered in the Assembly-room at Buxton, on Sunday, September 19, 1790. Birmingham: Imprimé par J. Thompson, pour J. Johnson, Londres, 1790.
- The Proper Objects of Education in the Present State of the World Represented in a Discourse delivered on Wednesday, April 27, 1791. At the Meeting-House in the Old-Jewry, London; to the Supporters of the New College at Hackney. Londres: J. Johnson, 1791[3].
- A Discourse [on Luke 20:38] on Occasion of the Death of Dr. Price; delivered at Hackney, on Sunday, May 1, 1791. London: Imprimé pour J. Johnson, 1791.
- Letters to the Members of the New Jerusalem Church, formed by Baron Swedenborg. Birmingham: Imprimé par J. Thompson; vendu par J. Johnson, London, 1791.
- An Address to the Methodists. Birmingham: Imprimé par Thomas Pearson; et vendu par J. Johnson, London, 1791.
- The Evidences of the Resurrection of Jesus considered, in a Discourse . . . To which is added, an Address to the Jews. Birmingham: Imprimé par J. Thompson, pour J. Johnson, Londres, 1791.
- The Duty of Forgiveness of Injuries: A Discourse [on Luke 23:24], intended to be delivered soon after the Riots in Birmingham. Birmingham: Imprimé par J. Thompson, pour J. Johnson, Londres, 1791[3].
- A Particular Attention to the Instruction of the Young recommended, in a Discourse [on 2 Cor. 8:9], delivered at the Gravel-Pit Meeting, in Hackney, December 4, 1791, on entering on the Office of Pastor to the Congregation of Protestant Dissenters, assembling in that Place. Londres: Imprimé pour J. Johnson, 1791.
- Letters to a Young Man, occasioned by Mr. Wakefield's Essay on Public Worship. Londres: Imprimé pour J. Johnson, 1792.
- Letters to a Young Man, Part II. Londres: Imprimé pour J. Johnson, 1793.
- Letters to the Philosophers and Politicians of France, on the Subject of Religion. Londres: Imprimé pour J. Johnson, 1793.
- A Sermon [on Psalm 46:1] Preached at the Gravel-Pit Meeting in Hackney, April 19, 1793. Being the Day appointed for a General Fast. Londres: Imprimé pour J. Johnson, 1793.
- A Continuation of Letters to the Philosophers and Politicians of France, on the Subject of Religion. Northumberland: Imprimé par Andrew Kennedy, 1794.
- An Answer to Mr. Paine's Age of Reason, being a Continuation of Letters to the Philosophers and Politicians of France on the Subject of Religion and of the Letters to a Philosophical Unbeliever. Northumberland: n.p., 1794.
- The Use of Christianity, especially in Difficult Times; a Sermon [on Acts 20:32] delivered at the Gravel Pit Meeting in Hackney, March 30, 1794, being the Author's Farewell Discourse to his Congregation. Londres: Imprimé pour J. Johnson, 1794.
- Discourses on the Evidences of Revealed Religion. Londres: Imprimé pour J. Johnson, 1794.
- The Present State of Europe compared with Ancient Prophecies; A Sermon [on Matt. 3:2], preached at the Gravel Pit Meeting in Hackney, February 28, 1794, being the Day appointed for a General Fast. With a Preface, containing the Reasons for the Author's leaving England. Londres: Imprimé pour J. Johnson, 1794.
- Observations on the Increase of Infidelity. Northumberland: Imprimé par Andrew Kennedy, 1795.
- Unitarianism Explained and Defended. Philadelphie: Imprimé par John Thompson, 1796.
- An Address to the Unitarian Congregation at Philadelphia, delivered on Sunday, March 5th, 1797. Philadelphie: Imprimé par Joseph Gales, 1797.
- An Outline of the Evidences of Revealed Religion. Philadelphie: Imprimé par T. Dobson, 1797.
- Letters to M. Volney, occasioned by a Work of his entitled Ruins. Philadelphie: Imprimé par Thomas Dobson, 1797.
- A Comparison of the Institutions of Moses with Those of the Hindoos and Other Ancient Nations. Northumberland: n.p., 1797.
- An Inquiry into the Knowledge of the Ancient Hebrews, concerning a Future State. Londres: Imprimé pour J. Johnson, par D. Levi, 1801.
- A Letter to an Antipaedobaptist. Northumberland: Imprimé par Andrew Kennedy, 1802.
- A Letter to the Reverend John Blair Linn in Defense of Socrates and Jews Compared. Northumberland: n.p. 1803.
- A Second Letter to the Revd. John Blair Lann . . . in Reply to His Defense of the Doctrines of the Divinity of Christ and Atonement. Northumberland: Imprimé pour P. Byrne, Philadelphie, par Andrew Kennedy, 1803.
- Notes on All the Books of Scripture, for the Use of the Pulpit and Private Families. Northumberland: Imprimé pour l'auteur par Andrew Kennedy, 1803.
- Socrates and Jesus Compared. Philadelphie: Imprimé par P. Byrne, 1803[3].
- The Originality and Superior Excellence of the Mosaic Institutions Demonstrated. Philadelphia: Imprimé par Andrew Kennedy, pour P. Byrne, 1803.
- Doctrines of Heathen Philosophy, Compared with Those of Revelation. Northumberland: Imprimé par John Binns, 1804.
- Index to the Bible. Philadelphia: n.p., 1804.
- Four Discourses intended to have been delivered at Philadelphia. Northumberland: Imprimé par John Binns, 1806.
- The Importance of Religion to Enlarge the Mind of Man; Considered and Illustrated in a Sermon.. Birmingham: Imprimé et vendu par J. Belcher & Son, 1808.

### Écrits théologiques

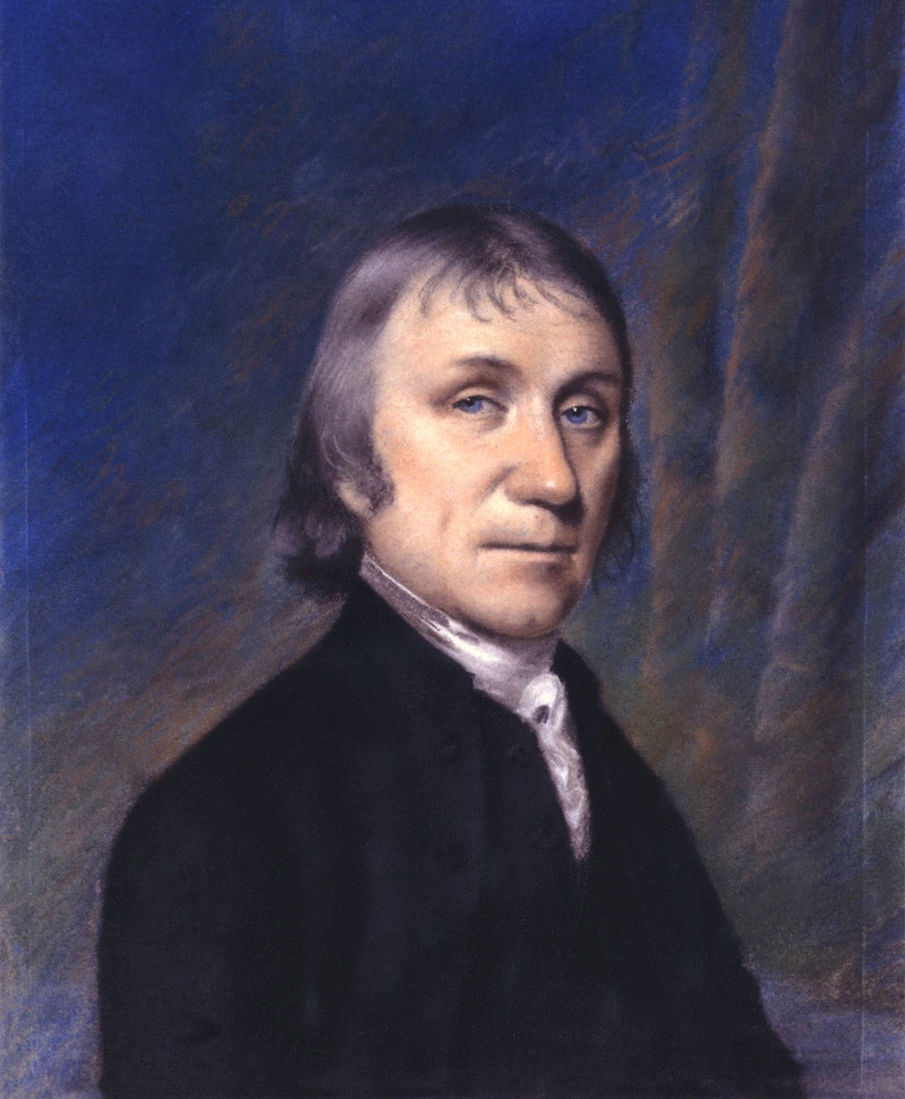
Priestley par Ellen Sharples (1794)

Cette liste des écrits théologique de Piestley vient de "Selected Bibliography", dans la biographie de Piestley de Robert Schofield.
- "Essay on the Harmony of the Evangelists." Theological Repository 2 (1770): 38-59, 98-122, 230-47, 313-27.
- "Remarks on Romans v.12-14." Theological Repository 2 (1770): 154-58.
- "Observations concerning Melchizadeck." Theological Repository 2 (1770): 283-90.
- "Observations on the Abrahamic Covenant." Theological Repository 2 (1770): 396-411.
- "Observations on Romans v.12 &c." Theological Repository 2 (1770): 411-16.
- "Observations on the Harmony of the Evangelists." Theological Repository 3 (1771): 462-69.
- "An Essay on the Analogy there is between the Methods by which the Perfection and Happiness of Men are promoted according to the Dispensations of Natural and Revealed Religion." Theological Repository 3 (1771): 3-31.
- "Observations on Christ's Agony in the Garden." Theological Repository 3 (1771): 376-82.
- "Observations on the Importance of Faith in Christ." Theological Repository 3 (1771): 239-43.
- "Conclusion." Theological Repository 3 (1771): 477-82.
- "Observations on Infant Baptism." Theological Repository 3 (1771): 231-39.
- "The Socinian Hypothesis Vindicated." Theological Repository 3 (1771): 344-63.
- "A Criticism on 1 Corinthians xv.27" Theological Repository 3 (1771): 255-56.
- "Remarks on the Reasonings of St. Paul." Theological Repository 3 (1771): 86-105, 188-212.
- "Observations on Christ's Proof of a Resurrection, from the Books of Moses." Theological Repository 1 (2nd ed., 1773): 300-303.
- "Observations on the Apostleship of Matthias." Theological Repository 1 (2nd ed., 1773): 376-81.
- "An Essay on the One Great End of the Life and Death of Christ, Intended more especially to refute the commonly received Doctrine of Atonement." Theological Repository 1 (2nd ed., 1773): 17-45, 121-36, 195-218, 247-67, 327-53, 400-30.
- "Introduction." Theological Repository 4 (1784): iii-xvi.
- "Observations on Inspiration." Theological Repository 4 (1784): 17-26.
- "Observations relating to the Inspiration of Moses." Theological Repository 4 (1784): 27-38.
- "Of the Island on which the Apostle Paul was shipwrecked." Theological Repository 4 (1784): 39-49.
- "Remarks on Dr. Taylor's Key to the Apostolic Writings." Theological Repository 4 (1784): 57-69.
- "A Query relating to the Rise of the Arian Doctrine." Theological Repository 4 (1784): 70-72.
- "A Conjectural Emendation of Exod. xxiii:23." Theological Repository 4 (1784): 73-74.
- "An Addition to the Paper, signed HERMAS, relating to the Island on which Paul was shipwrecked." Theological Repository 4 (1784): 75.
- "A Query relating to the Doctrine of Plato, concerning the Divine Essence." Theological Repository 4 (1784): 76.
- "Of the Doctrine of Plato concerning God, and the general System of Nature." Theological Repository 4 (1784): 77-97.
- "Observations on the Prophets of the Old Testament." Theological Repository 4 (1784): 97-122.
- "Animadversions on the Preface to the new edition of Ben Mordecai's Letters." Theological Repository 4 (1784): 180-86.
- "A Proposal for correcting the English Translation of the Scriptures." Theological Repository 4 (1784): 187-88.
- "Observations on the Inspiration of the Apostles." Theological Repository 4 (1784): 189-210.
- "Observations on the Miraculous Conception." Theological Repository 4 (1784): 245-305.
- "The History of the Arian Controversy." Theological Repository 4 (1784): 306-37.
- "An Attempt to shew that Arians are not Unitarians." Theological Repository 4 (1784): 338-44.
- "An Illustration of the Promise made to Abraham." Theological Repository 4 (1784): 361-3.
- "A View of the Principles of the later Platonists." Theological Repository 4 (1784): 381-407.
- "Of the Platonism of Philo." Theological Repository 4 (1784): 408-20.
- "Observations on the Inspiration of Christ." Theological Repository 4 (1784): 433-61.
- "Observations on the Prophecy concerning Shiloh." Theological Repository 4 (1784): 473-76.
- "Of the Pre-existence of the Messiah." Theological Repository 4 (1784): 477-83.
- "Observations on the Roman Census, mentioned Luke ii.1, unfavourable to the miraculous Conception." Theological Repository 5 (1786): 90-99.
- "Miscellaneous Observations of the same Nature." 'Theological Repository 5 (1786): 100-108.
- "A Supplement to the Illustration of the Promise made to Abraham." Theological Repository 5 (1786): 108-10.
- "Observations on the Prophecies of the Old Testament quoted in the New." Theological Repository 5 (1786): 111-23.
- "Observations on the Quotation of Isaiah, ix.1, 2. by the Evangelist Matthew." Theological Repository 5 (1786): 123-28.
- "Observations on the Prophecies relating to the Messiah, and the future glory of the House of David." Theological Repository 5 (1786): 210-42, 301-16.
- "An Attempt to prove the perpetual Obligation of the Jewish Ritual." Theological Repository 5 (1786): 403-44.
- "Of the Perpetuity of the Jewish Ritual." Theological Repository 6 (1788): 1-21.
- "Difficulties in the Interpretation of some Prophecies not yet fulfilled, and Queries relating to Them." Theological Repository 6 (1788): 203-208.
- "An Account of the Rev. John Palmer, and of some Articles intended by him for this Repository." Theological Repository 6 (1788): 217-24.
- "Observations on Christ's Agony in the Garden." Theological Repository 6 (1788): 302-22.
- "Postscript to the Article signed PAMPHILUS, relating to a Case of bloody Sweat." Theological Repository 6 (1788): 347-48.
- "A Query relating to the Origin of the low Arian Doctrine." Theological Repository 6 (1788): 376-82.
- "Queries relating to the Religion of Indostan." Theological Repository 6 (1788): 408-14.
- "The Observance of the Lord's Day vindicated." Theological Repository 6 (1788): 465-83.
- "Of the Origin of the Arian Hypothesis." Theological Repository 6 (1788): 484-90.
- "To the Public." Theological Repository 6 (1788): 491-93.

## Œuvres politiques et sociales

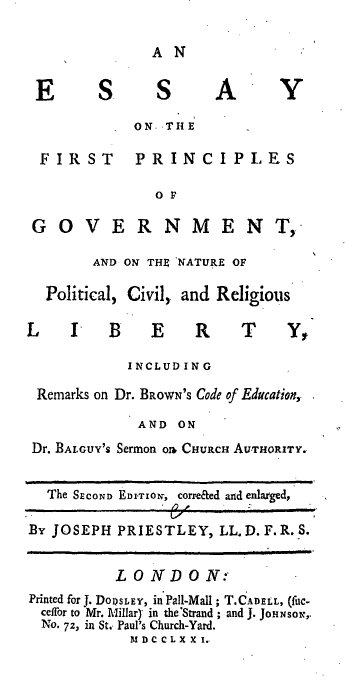
Couverture de la seconde édition de Essay on Government de Priestley

- Essay on the First Principles of Government. London: Imprimé pour J. Dodsley; T. Cadell; and J. Johnson, 1768.
- The Present State of Liberty in Great Britain and her Colonies. Londres: n.p., 1769.
- Remarks on Some Paragraphs in the Fourth Volume of Dr. Blackstone's Commentaries on the Laws of England relating to Dissenters. Londres: Imprimé pour J. Johnson et J. Payne, 1769.
- A View of the Principles and Conduct of the Protestant Dissenters, with respect to the Civil and Ecclesiastical Constitution of England. Londres: Imprimé pour J. Johnson et J. Payne, 1769.
- A Free Address to Protestant Dissenters, as Such. Londres: Imprimé pour G. Pearch, 1769.
- Considerations on Church-authority. Londres: Imprimé pour J. Johnson and J. Payne, 1769.
- An Answer to Dr. Blackstone's Reply. Dublin: Imprimé pour James Williams, 1770.
- A Letter of Advice to those Dissenters who conduct the Application to Parliament for Relief from certain Penal Laws. Londres: Imprimé pour J. Johnson, 1773.
- An Address to Protestant Dissenters of all Denominations on the Approaching Election of Members of Parliament, with Respect to the State of Public Liberty in General, and of American Affairs in Particular. Londres: Imprimé pour Joseph Johnson, 1774.
- A Free Address to those who have Petitioned for the Repeal of the late Act of Parliament in Favour of Roman Catholics. Londres: Imprimé pour J. Johnson, 1780.
- A Letter to the Right Honourable William Pitt . . . on the Subjects of Toleration and Church Establishments; Occasioned by his Speech against the Repeal of the Test and Corporation Acts, on Wednesday the 28th of March 1787. Londres: Imprimé pour J. Johnson, 1787.
- The Duty of Forgiveness of Injuries. Birmingham: Imprimé pour J. Thompson pour J. Johnson, Londres, 1791.
- A Political Dialogue on the General Principles of Government. Londres: n.p., 1791. [Schofield met en doute l'attribution de cette œuvre à Priestley]
- An Appeal to the Public on the Subject of the Riots in Birmingham. Birmingham: Imprimé par J. Thompson; vendu par J. Johnson, 1791.
- Letters to the Right Honourable Edmund Burke, occasioned by his Reflections on the Revolution in France. Birmingham: Imprimé par Thomas Pearson; vendu par J. Johnson, 1791.
- An Appeal to the Public on the Subject of the Riots in Birmingham, Part II. Londres: J. Johnson, 1792[3].
- The Case of Poor Emigrants Recommended. Philadelphia: Imprimé par Joseph Gales; vendu par W. Y. Birch, 1797.
- Letters to the Inhabitants of Northumberland. Northumberland: n.p., 1799.

## Œuvres éducatives
- The Rudiments of English Grammar adapted to the Use of Schools. Londres: Imprimé pour R. Griffiths, 1761.
- A Course of Lectures on the Theory of Language and Universal Grammar. Warrington: Imprimé par W. Eyres, 1762.
- Considerations for the Use of Young Men and the Parents of Young Men. Londres: Imprimé pour J. Johnson, 1776.
- A Course of Lectures on Oratory and Criticism. Londres: Imprimé pour J. Johnson, 1777.
- Miscellaneous Observations Relating to Education. Bath: Imprimé par R. Cruttwell, for J. Johnson, 1778.
- The Proper Objects of Education in the Present State of the World. Londres: Imprimé pour J. Johnson, 1791.

## Œuvres philosophiques et métaphysiques
- An Examination of Dr. Reid's Inquiry into the Human Mind. Londres: Imprimé pour J. Johnson, 1774.
- Hartley's Theory of the Human Mind on the Principle of the Association of Ideas, with Essays relating to the Subject of It. Londres: Imprimé pour J. Johnson, 1775.
- Philosophical Empiricism. Londres: Imprimé pour J. Johnson, 1775.
- Disquisitions relating to Matter and Spirit. Londres: Imprimé pour J. Johnson, 1777.
- The Doctrine of Philosophical Necessity Illustrated. Londres: Imprimé pour J. Johnson, 1777.
- A Free Discussion of the Doctrines of Materialism, and Philosophical Necessity. Londres: Imprimé pour J. Johnson, 1778.
- A Letter to the Rev. Mr. John Palmer, in Defence of the Illustrations of Philosophical Necessity. Bath: Imprimé pour R. Cruttwell; vendu par J. Johnson, Londres, 1779.
- A Second Letter to the Rev. Mr. John Palmer Londres: Imprimé par H. Baldwin, pour J. Johnson, 1780.
- Letters to a Philosophical Unbeliever. Bath: Imprimé par R. Cruttwell; vendu par J. Johnson, London, 1780.
- A Letter to Jacob Bryant Esq. in Defence of Philosophical Necessity. Londres: Imprimé par H. Baldwin, pour J. Johnson, 1780.
- Additional Letters to a Philosophical Unbeliever. Birmingham: Imprimé par Pearson and Rollason, pour J. Johnson, Londres, 1782.
- Letters to a Philosophical Unbeliever, Part II. Birmingham: Imprimé par Pearson and Rollason, pour J. Johnson, Londres, 1787.
- Letters to a Philosophical Unbeliever, Part III. Philadelphie: Imprimé par Thomas Dobson, 1795.

## Œuvres historiques

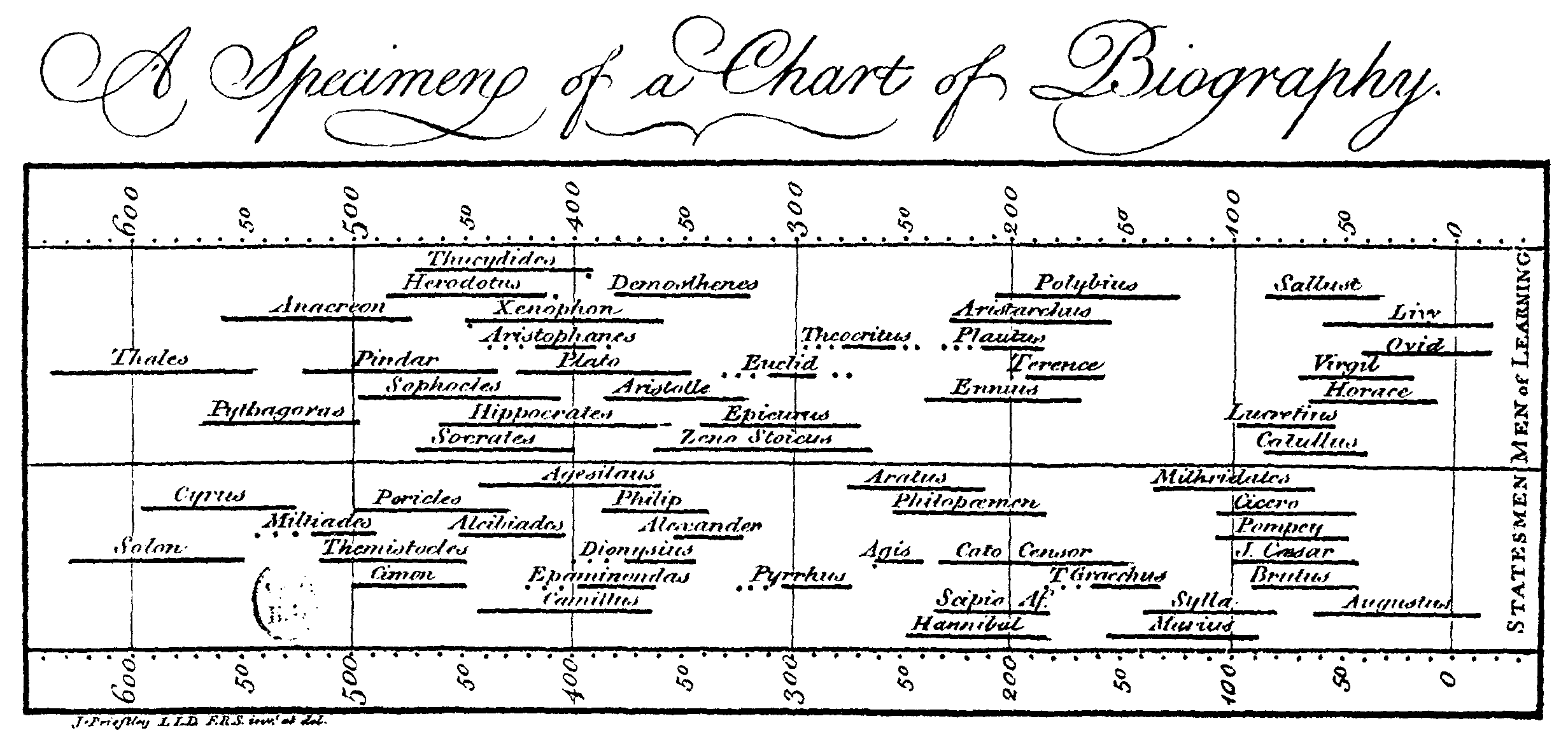
Une version rédigée de la Chart of Biography de Priestley

- A Syllabus of a Course of Lectures on the Study of History. Warrington: Imprimé par William Eyre, 1765.
- A Chart of Biography. Londres: J. Johnson, 1765.
- A Description of a Chart of Biography. Warrington: Imprimé par William Eyres, 1765.
- Essay on a Course of Liberal Education for Civil and Active Life. Londres: Imprimé par C. Henderson; T. Becket et De Hondt; et par J. Johnson et Davenport, 1765.
- A New Chart of History. Londres: J. Johnson, 1769.
- A Description of a New Chart of History. Londres: Imprimé pour J. Johnson, 1770.
- Lectures on History and General Policy. Birmingham: Imprimé par Pearson and Rollason, pour J. Johnson, Londres, 1788.
- A General History of the Christian Church, to the Fall of the Western Empire. Birmingham: Imprimé par Thomas Pearson; vendu par J. Johnson, 1790.
- A General History of the Christian Church from the Fall of the Western Empire to the Present Time. Northumberland: Imprimé pour the Author, par Andrew Kennedy, 1802.
- Memoirs of Dr. Joseph Priestley, to the Year 1795, written by himself. London: Imprimé pour J. Johnson, 1806.

## Œuvres scientifiques

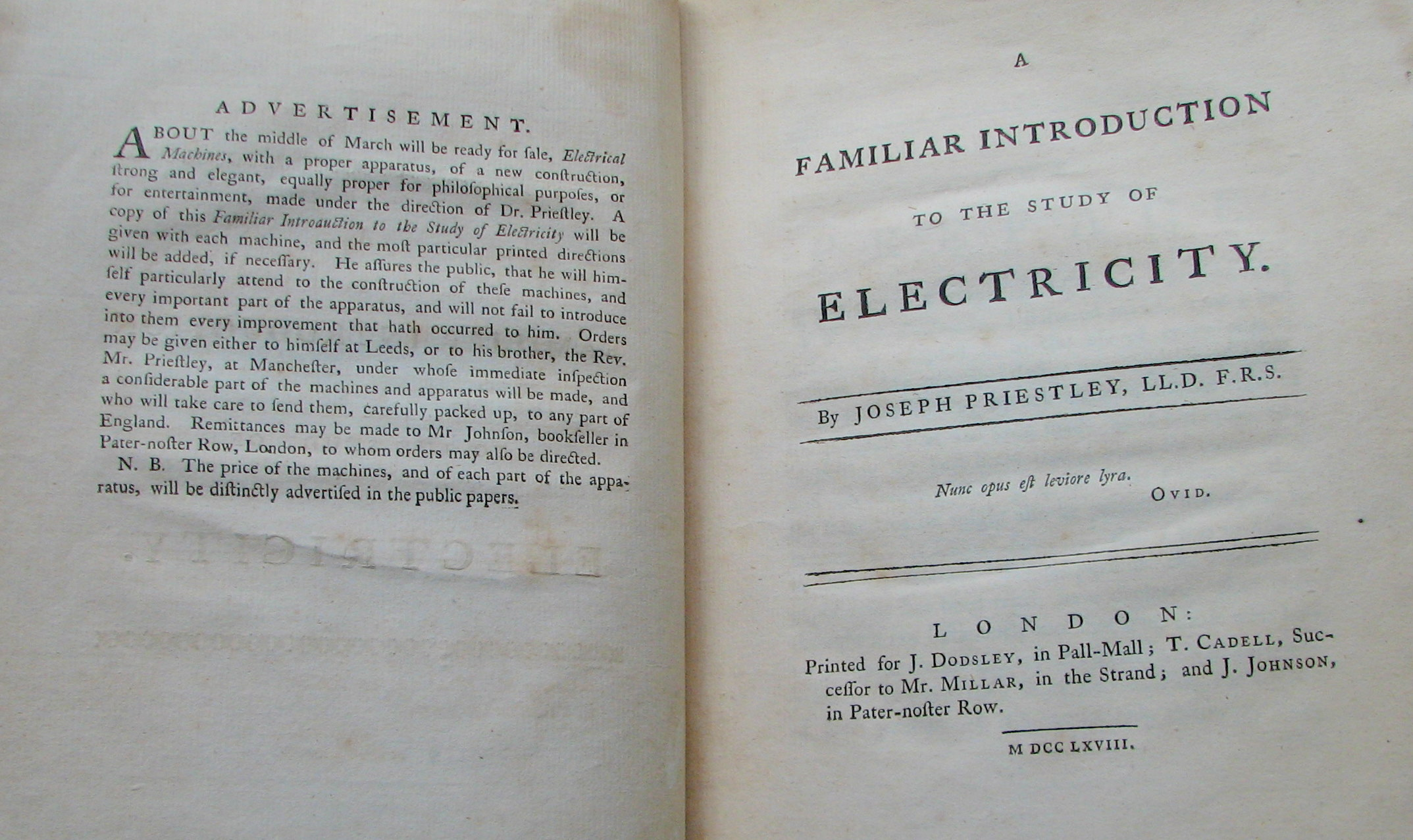
Couverture et avertissement de Familiar Introduction to Electricity de Priestley

- The History and Present State of Electricity. Londres: Imprimé pour J. Dodsley, J. Johnson and B. Davenport, and T. Cadell, 1767.
- Familiar Introduction to the Study of Electricity. Londres: Imprimé pour J. Dodsley; T. Cadell; and J. Johnson, 1768.
- A Familiar Introduction to the Theory and Practice of Perspective. Londres: Imprimé pour J. Johnson and J. Payne, 1770.
- The History and Present State of Discoveries Relating to Vision, Light, and Colours Londres: Imprimé pour J. Johnson, 1772.
- Directions for Impregnating Water with Fixed Air. Londres: Imprimé pour J. Johnson, 1772.
- Experiments and Observations on Different Kinds of Air. Vol. 1. Londres: W. Bowyer and J. Nichols, 1772.
- Experiments and Observations on Different Kinds of Air. Vol. 2. Londres: Imprimé pour J. Johnson, 1775.
- Experiments and Observations on Different Kinds of Air. Vol. 3. Londres: Imprimé pour J. Johnson, 1777.
- Experiments and Observations relating to various Branches of Natural Philosophy. Vol. 1. Londres: Imprimé pour J. Johnson, 1779. [Part 4 of Experiments and Observations on Different Kinds of Air]
- Experiments and Observations relating to various Branches of Natural Philosophy. Vol. 2. Birmingham: Imprimé par Pearson et Rollason, pour J. Johnson, Londres, 1781. [Partie 5 de Experiments and Observations on Different Kinds of Air]
- Experiments Relating to Phlogiston. Londres: n.p., 1784.
- Experiments and Observations relating to various Branches of Natural Philosophy. Vol. 3. Birmingham: Imprimé par Pearson et Rollason; vendu par J. Johnson, 1786. [Partie 6 de Experiments and Observations on Different Kinds of Air]
- Experiments on the Generation of Air from Water. Londres: Imprimé pour J. Johnson, 1793.
- Heads of Lectures on a Course of Experimental Philosophy. Londres: Imprimé pour J. Johnson, 1794.
- Considerations on the Doctrine of Phlogiston and the Decomposition of Water. Philadelphie: n.p., 1796.
- Experiments and Observations relating to the Analysis of Atmospherical Air. Londres: J. Johnson, 1796.
- Considerations on the Doctrine of Phlogiston and the Decomposition of Water, Part II. Philadelphe: Thomas Dobson, 1797[3].
- Doctrine of Phlogiston established and that of the Composition of Water refuted. Northumberland: Imprimé pour l'auteur par A. Kennedy, 1800.

### Écrits scientifiques
Cette liste des écrits scientifiques de Priestley est tirée de « Selected Bibliography » dans la biographie de Priestley de Robert Schofield.
- "An Account of Rings consisting of all the Prismatic Colours, made by Electrical Explosions on the Surface of Pieces of Metal." Philosophical Transactions 58 (1768): 68-74.
- "Experiments on the lateral Force of Electrical Explosions." Philosophical Transactions 59 (1769): 57-62.
- "Various Experiments on the Force of Electrical Explosions." Philosophical Transactions 59 (1769): 63-70.
- An Investigation of the Lateral Explosion, and of the Electricity communicated to the electrical circuit in a Discharge." Philosophical Transactions 60 (1770: 211-27.
- "Experiments and Observations on Charcoal." Philosophical Transactions 60 (1770): 211-27.
- "Observations on different Kinds of Air." Philosophical Transactions 62 (1772): 147-264.
- "On the noxious Quality of the Effluvia of putrid Marshes." Philosophical Transactions 64 (1774): 90-95.
- "An Account of further Discoveries in Air." Philosophical Transactions 65 (1775): 384-94.
- "Observations on Respiration and the Use of the Blood." Philosophical Transactions 66 (1776): 226-48.
- "Experiments relating to Phlogiston, and the seeming Conversion of Water into Air." Philosophical Transactions 73 (1783): 398-434.
- "Experiments and Observations relating to Air and Water." Philosophical Transactions 75 (1785): 279-309.
- "Experiments and Observations relating to the Principle of Acidity, the Composition of Water, and Phlogiston." Philosophical Transactions 78 (1788): 147-57.
- "Additional Experiments and Observations relating to the Principle of Acidity, the Decomposition of Water, and Phlogiston." Philosophical Transactions (1788): 313-30.
- "Objections to the Experiments and Observations relating to the Principle of Acidity, the Composition of Water, and Phlogiston, considered." Philosophical Transactions 79 (1789): 7-20.
- "Experiments on the Phlogistication of Spirit of Nitre." Philosophical Transactions 79 (1789): 139-49.
- "Experiments on the Transmission of Vapour of Acids through a hot Earthen Tube, and further Observations relating to Phlogiston." Philosophical Transactions 79 (1789): 289-99.
- "Observations on Respiration." Philosophical Transactions 80 (1790): 106-10.
- "Farther Experiments relating to the Decomposition of dephlogisticated and inflammable air." Philosophical Transactions 81 (1791): 213-22.
- "An Interesting Letter from Dr. Priestley, concerning the principles of the New Theory of Chemistry." Monthly Magazine 5 (1798): 159-60.
- "A Letter to Dr. Mitchill, in reply to the proceeding [Attempt to accommodate the Dispute among Chemists concerning Phlogiston]." New York Medical Repository 1 (1798): 511-12.
- "Experiments and Observations relating to the Analysis of Atmospherical Air." Transactions of the American Philosophical Society 4 (1799): 1-11.
- "Further Experiments relating to the Generation of Air from Water." Transactions of the American Philosophical Society 4 (1799): 11-20.
- "A Second Letter from Dr. Priestley to Dr. Mitchill." New York Medical Repository 2 (1799): 48-49.
- "On Red precipitate of Mercury as favourable to the Doctrine of Phlogiston." New York Medical Repository 2 (1799): 163-65.
- "Objections to the Antiphlogistic Doctrine of Water." New York Medical Repository 2 (1799): 166-67.
- "Experiments relating to the Calces of Metals." New York Medical Repository 2 (1799): 263-68.
- "Of some Experiments made with Ivory Black and also with Diamonds." New York Medical Repository 2 (1799): 269-71.
- "Of the Phlogistic Theory." New York Medical Repository 2 (1799): 383-87.
- "On the same Subject." New York Medical Repository 2 (1799): 388-89.
- "Dr. Priestley's Reply to his Antiphlogistian Opponents, No. 1." New York Medical Repository 3 (1800): 116-21.
- "Dr. Priestley's Reply to his Antiphlogistian Opponents, No. 2." New York Medical Repository 3 (1800): 121-24.
- "Dr. Priestley's Reply to his Antiphlogistian Opponents, No. 3." New York Medical Repository 3 (1800): 124-27.
- "Singular Effects of Gaseous Oxyd of Septon (dephlogisticated Nitrous Air)." New York Medical Repository 3 (1800): 305.

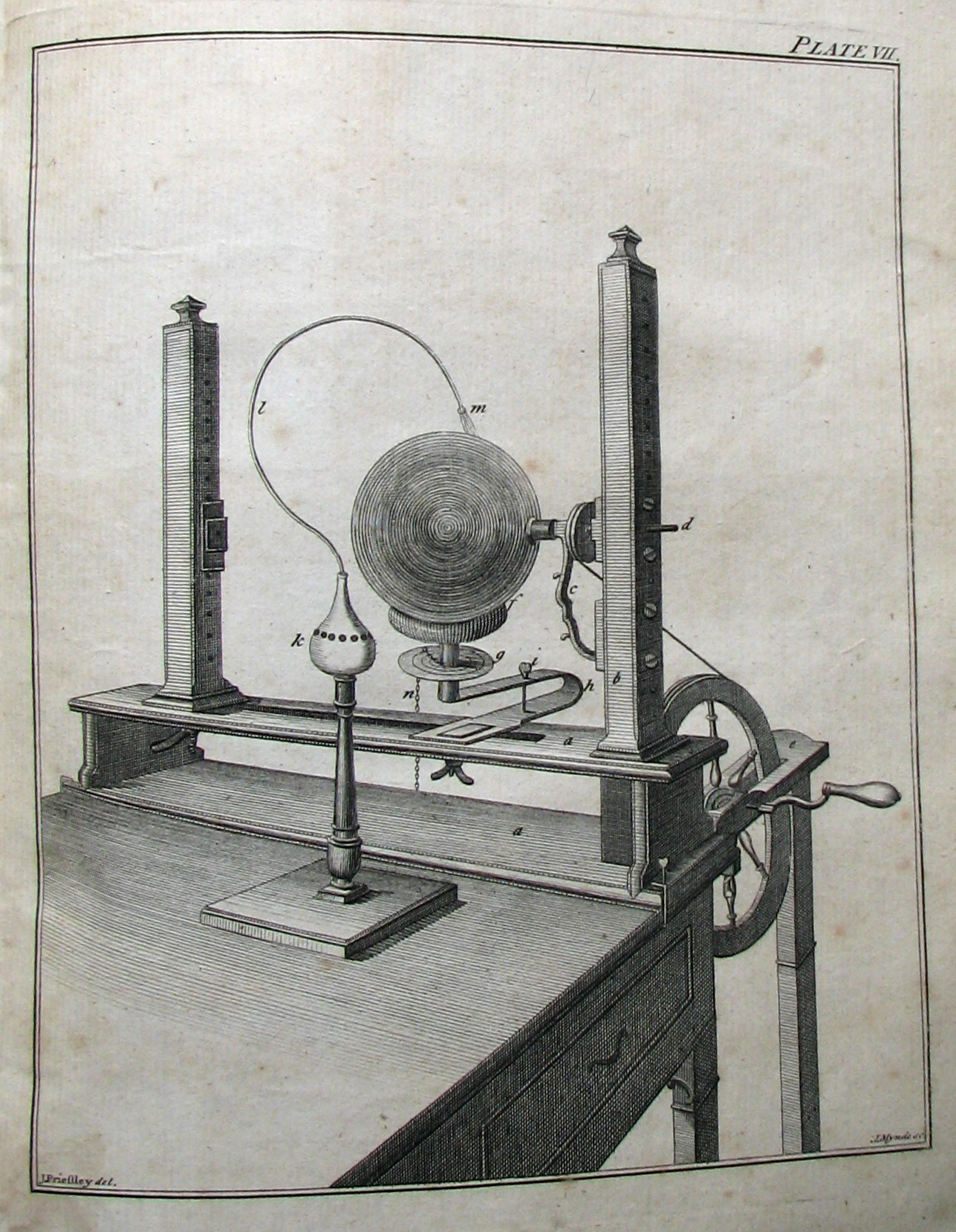
Machine électrique de Priestley, illustrée dans la première édition de son Familiar Introduction to Electricity

- "Priestley's Sentiments on the Doctrines of Septon." New York Medical Repository 3 (1800): 307.
- "Air produced, without Limitation, from Water by freezing." New York Medical Repository 3 (1800): 422-23.
- "Experiments on the Production of Air by the Freezing of Water." New York Medical Repository 4 (1801): 17-21.
- "To the Editor of the Medical Repository." [Correcting a review of his tract on phlogiston.] New York Medical Repository 4 (1801): 103.
- "Experiments heating Manganese in Inflammable Air." New York Medical Repository 4 (1801): 135-37.
- "Experiments tending to show that Azote is a compound of Hydrogen and Oxygen." New York Medical Repository 4 (1801): 192-94.
- "Some Observations relating to the Sense of Hearing." New York Medical Repository 4 (1801): 247-48.
- "Experiments on the Transmissions of Acids, and other Liquors, in the form of Vapour, over Several Substances in a hot earth tube." Transactions of the American Philosophical Society 5 (1802): 1-13.
- "Experiments relating to the Change of Place in different kinds of Air through several interposing Substances." Transactions of the American Philosophical Society 5 (1802): 14-20.
- "Experiments relating to the Absorption of Air by Water." Transactions of the American Philosophical Society 5 (1802): 21-27.
- "Miscellaneous Experiments relating to the Doctrine of Phlogiston." Transactions of the American Philosophical Society 5 (1802): 28-35.
- "Experiments on Air exposed to Heat in Metallic Tubes." Transactions of the American Philosophical Society 5 (1802): 42-50.
- "Remarks on the Work entitled 'A Brief History of Epidemic and Pestilential Diseases.'" New York Medical Repository 5 (1802): 32-36.
- "Some Thoughts concerning Dreams." New York Medical Repository 5 (1802): 125-29.
- "Observations and Experiments relating to the Pile of Volta." New York Medical Repository 5 (1802): 153-59.
- "Miscellaneous Observations relating to the Doctrine of Air." New York Medical Repository 5 (1802: 264-67.
- "A Reply to Mr. Cruickshank's Observations in Defence of the New System of Chemistry." New York Medical Repository 5 (1802): 390-92.
- "Additional Remarks on the Same." New York Medical Repository 5 (1802): 393.
- "On the Theory of Chemistry." Journal of Natural Philosophy, Chemistry, and the Arts 2 (1802): 69-70.
- "A Letter to the Editor." Monthly Magazine 14 (1802): 2-3.
- "Observations on the Conversion of Iron into Steel." Journal of Natural Philosophy, Chemistry, and the Arts 2 (1802): 223-34.
- "Additional Remarks on Mr. Cruickshank's Experiments on Finery Cinder and Charcoal." New York Medical Repository 6 (1803): 271-73.
- "On Air from Finery cinder and Charcoal with other Remarks on the Experiments and Observations of Mr. Cruickshank." Journal of Natural Philosophy, Chemistry, and the Arts 3 (1803): 65-69.
- "Answer to the Observations of Mr. William Cruickshank upon the Doctrine of Phlogiston." Journal of Natural Philosophy, Chemistry, and the Arts 3 (1803): 65-69.
- "Observations and Experiments relating to equivocal, or spontaneous Generation." Transactions of the American Philosophical Society 6 (1809): 119-29.
- "Observations on the Discovery of Nitre, in common Salt, which had been frequently mixed with Snow." Transactions of the American Philosophical Society 6 (1809): 129-32.

## Œuvres éditées par Joseph Priestley
Cette liste des travaux édités par Priestley provient de  « Selected Bibliography », dans la Biographie de Priestley de Robert Schofield.
- Ellwall. Edward. The Triumph of Truth. 2nd ed. Leeds: J. Binns, 1771.
- An Account of a Society for Encouraging the Industrious Poor. Birmingham: Pearson and Rollason, 1787. [Priestley wrote the Preface]
- An History of the Suffering of Mr. Lewis de Marolles, and Mr. Isaac LeFevre, upon the Revocation of the Edict of Nantz. Birmingham: pour J. Johnson, 1788.
- The Holy Bible, containing the Old and New Testaments; also the Apocrypha; translated out of the Original Tongues, with Annotations. Birmingham: Pearson and Rollason, 1778-79.
- Original Letters by the Rev. John Wesley and his Friends. Birmingham: pour J. Johnson, 1791.
- Collins, Anthony. A Philosophical Inquiry concerning Human Liberty, Republished with a Preface by Joseph Priestley. n.l.: n.p., 1790.
- Hawkes, William and Joseph Priestley. Psalms and Hymns for the Use of the New Meeting in Birmingham. Birmingham: J. Thompson, 1790.
- The Theological Repository. Birmingham: pour J. Johnson, 1773-78. [Periodical]

## Œuvres complètes choisies
- The Theological and Miscellaneous Works of Joseph Priestley. Ed. John Towill Rutt. London: 1817-31. Réimprimé en 1972.
- Scientific Correspondence of Joseph Priestley Ed. Henry Carrington Bolton. New York: Impression privée, 1892.
- A Scientific Autobiography of Joseph Priestley: Selected Scientific Correspondence. Ed. Robert E. Schofield. Cambridge: MIT Press, 1966.

## Liens externes vers des œuvres en texte intégral en ligne

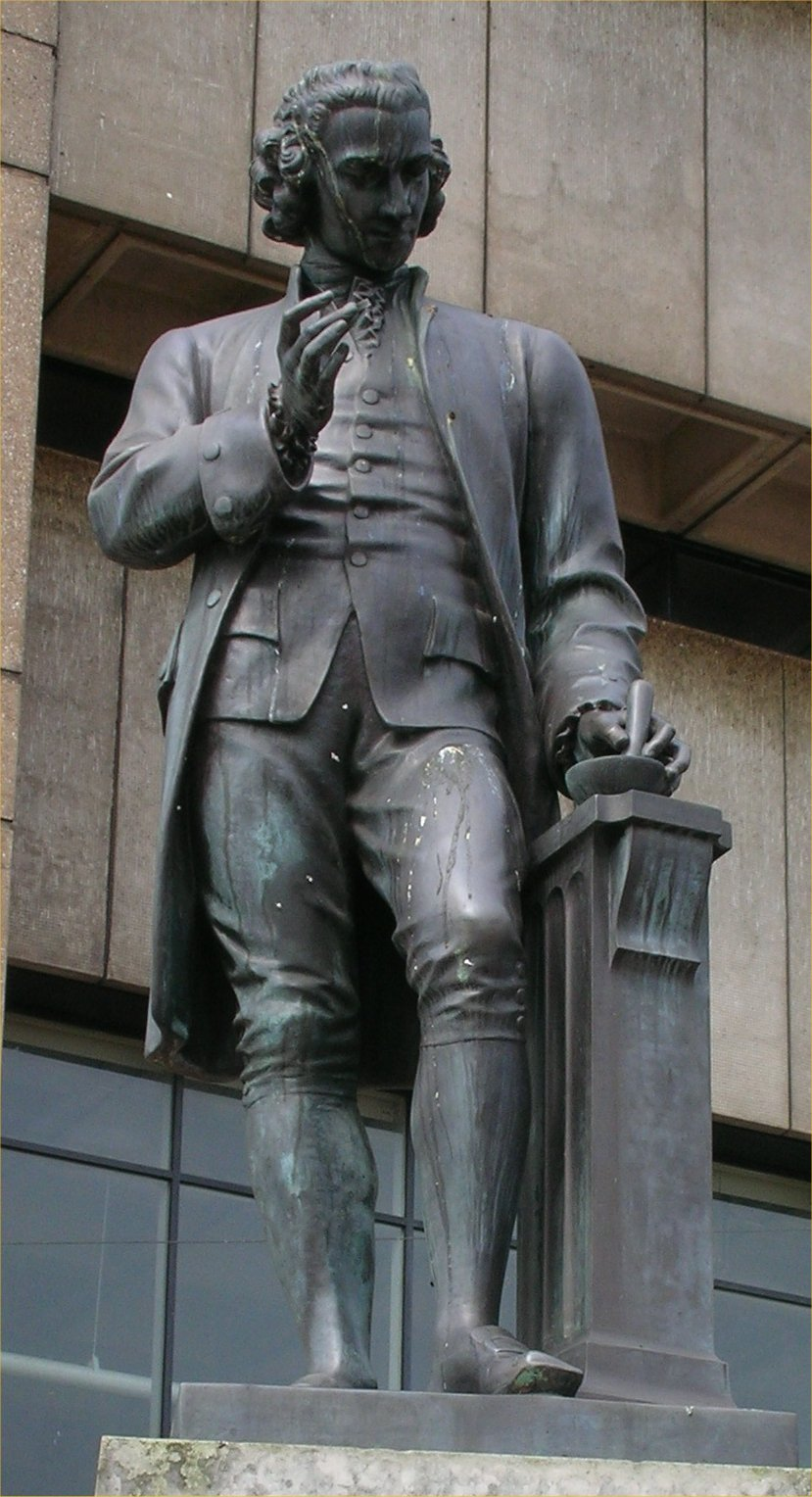
Statue de Priestley à Chamberlain Square, Birmingham